# Serie A 1974-1975
La Serie A 1974-1975 è stata la 73ª edizione della massima serie del campionato italiano di calcio (la 43ª a girone unico), disputata tra il 6 ottobre 1974 e il 18 maggio 1975 e conclusa con la vittoria della Juventus, al suo sedicesimo titolo.
Capocannoniere del torneo è stato Paolo Pulici (Torino) con 18 reti.

## Stagione

### Calciomercato

L'Ascoli, al suo debutto in Serie A; si trattò al contempo dell'esordio assoluto, in massima serie, per una squadra delle Marche.

In estate, mentre la Lazio campione in carica sceglieva di mantenere invariata la propria rosa, le altre squadre andarono incontro a grandi operazioni di mercato nonché a vere e proprie rivoluzioni dell'area tecnica che finirono per alterare notevolmente gli equilibri del torneo. Il Milan condusse un'autorevole opera di rafforzamento, puntando sull'ex allenatore granata Giagnoni il quale portò con sé Bui e Zecchini, e acquistando, tra gli altri, Bet e Calloni; proprio il Torino, frattanto, riaccolse dopo un lustro il tecnico Fabbri e puntò su vari elementi messisi in luce in provincia, tra cui l'ex prodotto del vivaio Zaccarelli.
Anche i concittadini della Juventus scelsero di affidarsi al passato per la loro panchina, richiamando dopo dodici anni Parola, peraltro già bandiera bianconera da giocatore e reduce, come allenatore, da alcuni buoni campionati in Serie B alla guida del Novara, mentre l'organico venne ampliato prelevando, rispettivamente da L.R. Vicenza e Atalanta, l'ala Damiani e il promettente libero Scirea, questo ultimo deputato a raccogliere l'eredità di Salvadore.
L'Inter, dopo aver cercato a lungo d'ingaggiare il tecnico rumeno Kovács, si affidò infine all'ex gloria Suárez, limitando gli arrivi a Cerilli, sconosciuto fantasista pescato in terza serie nella Massese, e lasciando andare Bellugi al Bologna, Bedin alla Sampdoria e il duo Burgnich-Massa al Napoli.

### Avvenimenti

#### Girone di andata

Il Napoli di Luís Vinício, secondo classificato, eguagliò il migliore piazzamento fin lì raggiunto dagli azzurri in massima serie.

La Lazio campione uscente partì bene, ma alla quinta giornata subì la rimonta dell'Inter all'Olimpico; si formò un nutrito gruppo di otto squadre raggruppate in soli due punti. Il Bologna di Savoldi tentò un'avanzata, ma a scattare fu la Juventus di Parola; affascinato dal gioco offensivo mostrato dai Paesi Bassi di Michels, il nuovo allenatore superò immediatamente un pesante scoglio, il grave infortunio occorso a Spinosi, trovando nel duo Morini-Scirea e nella coppia di terzini formata dal maturo Cuccureddu e dal giovane Gentile una difesa abbastanza solida per poter esprimere il gioco desiderato.
Il 15 dicembre 1974 i bianconeri sembrarono ridimensionare le ambizioni del Napoli, vincendo al San Paolo per 2-6 – in una partita che fece registrare la più alta affluenza di sempre in Italia con 90 736 spettatori. Lo stop in casa della Lazio, il 5 gennaio 1975, non condizionò troppo l'andamento della squadra piemontese, che chiuse il girone d'andata con tre punti di vantaggio sui biancocelesti, secondi, e quattro sulla Roma del rientrante De Sisti e del ritrovato Cordova.

#### Girone di ritorno

Il torinista Paolo Pulici, migliore marcatore del torneo con 18 reti.

Nelle prime giornate del girone di ritorno la Juventus continuò il suo cammino senza troppi problemi, allungando anche fino a 5 punti sulle seconde, la Lazio in ansia per il male che aveva colpito l'allenatore Maestrelli e il ritrovato Napoli; la squadra di Vinício, anch'essa desiderosa di imitare il modello olandese, dopo la pesante sconfitta di dicembre era riuscita a trovare un equilibrio anche in fase difensiva.
Gli azzurri si lanciarono dunque all'inseguimento, arrivando allo scontro diretto del 6 aprile a soli due punti dalla capolista: fu un gol dell'ex Altafini – da allora core 'ngrato –, riserva di lusso per i bianconeri, a fermarli. Nelle successive giornate la Juventus si limitò a controllare il lieve vantaggio sul Napoli: il suo rendimento calò, come dimostrò il pesante 1-4 subito a Firenze alla penultima giornata, ma mandando al tappeto il 18 maggio un già retrocesso Lanerossi vinse comunque il titolo.

Gli juventini Zoff e Scirea sfuggono all'invasione di campo dei tifosi dopo la vittoria dello scudetto.

Fu negativo il cammino delle due milanesi. L'Inter non andò oltre il nono posto, chiudendo rapidamente le esperienze di Suárez in panchina e di Cerilli in rosa, mentre il Milan strappò la qualificazione alla Coppa UEFA all'ultima giornata, pagando l'altalenante rendimento di Calloni, attaccante prolifico ma dall'errore sotto porta troppo facile – il giornalista Gianni Brera lo apostrofò lo sciagurato Egidio, con riferimento al personaggio dei Promessi Sposi –, e la polemica tra Rivera e il presidente rossonero Buticchi, che portò il calciatore a tentare l'acquisto della società. Il capocannoniere fu, per la seconda volta, Pulici, goleador del Torino.
Poco avvincente la lotta per la salvezza; rimase ultimo il Varese, seguito dalla Ternana che uscì malamente sconfitta dalle ultime cinque gare perdendo così contatto dalla Sampdoria; lombardi e umbri abbandonarono la massima categoria dopo un solo anno di permanenza. Ultimo a cadere fu il Lanerossi, condannato al ritorno in cadetteria dopo venti anni. Grazie a un buon girone di ritorno, si salvò invece l'esordiente Ascoli, prima squadra marchigiana in Serie A.

## Squadre partecipanti
| Club         | Stagione | Città         | Stadio | Stagione precedente           |
| ------------ | -------- | ------------- | --- | ----------------------------- |
| Ascoli       | dettagli | Ascoli Piceno | Stadio Cino e Lillo Del Duca                                                                               | 2º posto in Serie B, promosso |
| Bologna      | dettagli | Bologna       | Stadio Comunale                                                                                            | 8º posto in Serie A           |
| Cagliari     | dettagli | Cagliari      | Stadio Sant'Elia                                                                                           | 10º posto in Serie A          |
| Cesena       | dettagli | Cesena        | Stadio La Fiorita                                                                                          | 11º posto in Serie A          |
| Fiorentina   | dettagli | Firenze       | Stadio Comunale                                                                                            | 6º posto in Serie A           |
| Inter        | dettagli | Milano        | Stadio San Siro                                                                                            | 4º posto in Serie A           |
| Juventus     | dettagli | Torino        | Stadio Comunale di Torino                                                                                  | 2º posto in Serie A           |
| L.R. Vicenza | dettagli | Vicenza       | Stadio Romeo Menti                                                                                         | 12º posto in Serie A          |
| Lazio        | dettagli | Roma          | Stadio Olimpico                                                                                            | 1º posto in Serie A           |
| Milan        | dettagli | Milano        | Stadio San Siro Stadio Marcantonio Bentegodi, Verona (solo 19ª) Stadio Danilo Martelli, Mantova (solo 25ª) | 7º posto in Serie A           |
| Napoli       | dettagli | Napoli        | Stadio San Paolo Stadio Olimpico, Roma (solo 13ª e 15ª)                                                    | 3º posto in Serie A           |
| Roma         | dettagli | Roma          | Stadio Olimpico                                                                                            | 8º posto in Serie A           |
| Sampdoria    | dettagli | Genova        | Stadio Luigi Ferraris                                                                                      | 13º posto in Serie A          |
| Ternana      | dettagli | Terni         | Stadio Libero Liberati                                                                                     | 3º posto in Serie B, promosso |
| Torino       | dettagli | Torino        | Stadio Comunale di Torino                                                                                  | 5º posto in Serie A           |
| Varese       | dettagli | Varese        | Stadio Franco Ossola                                                                                       | 1º posto in Serie B, promosso |

## Allenatori e primatisti
| Squadra           | Allenatore                                          | Calciatore più presente                                                | Cannoniere                         |
| ----------------- | --------------------------------------------------- | ---------------------------------------------------------------------- | ---------------------------------- |
| Ascoli            | Carlo Mazzone                                       | Marcello Grassi (30)                                                   | Massimo Silva (5)                  |
| Bologna           | Bruno Pesaola                                       | Franco Cresci, Claudio Maselli (30)                                    | Giuseppe Savoldi (15)              |
| Cagliari          | Giuseppe Chiappella (1ª-9ª) Luigi Radice (10ª-30ª)  | Sergio Gori (29)                                                       | Sergio Gori (10)                   |
| Cesena            | Eugenio Bersellini                                  | Pierluigi Cera, Luigi Danova (30)                                      | Giuliano Bertarelli (6)            |
| Fiorentina        | Nereo Rocco                                         | Giancarlo Antognoni (29)                                               | Gianfranco Casarsa (7)             |
| Inter             | Luis Suárez                                         | Roberto Boninsegna (29)                                                | Roberto Boninsegna (9)             |
| Juventus          | Carlo Parola                                        | Dino Zoff (30)                                                         | Pietro Anastasi, Oscar Damiani (9) |
| Lanerossi Vicenza | Héctor Puricelli (1ª-25ª) Manlio Scopigno (26ª-30ª) | Gianluigi Savoldi (30)                                                 | Alessandro Vitali (6)              |
| Lazio             | Tommaso Maestrelli                                  | Giorgio Chinaglia, Giancarlo Oddi, Felice Pulici, Giuseppe Wilson (30) | Giorgio Chinaglia (14)             |
| Milan             | Gustavo Giagnoni                                    | Enrico Albertosi (30)                                                  | Egidio Calloni (11)                |
| Napoli            | Luís Vinício                                        | Tarcisio Burgnich (30)                                                 | Sergio Clerici (14)                |
| Roma              | Nils Liedholm                                       | Paolo Conti (30)                                                       | Pierino Prati (14)                 |
| Sampdoria         | Giulio Corsini                                      | Massimo Cacciatori, Domenico Arnuzzo (30)                              | Mario Maraschi (7)                 |
| Ternana           | Enzo Riccomini                                      | Aldo Nardin, Angelino Rosa (30)                                        | Nicola Traini (4)                  |
| Torino            | Edmondo Fabbri                                      | Francesco Graziani (30)                                                | Paolo Pulici (18)                  |
| Varese            | Pietro Maroso                                       | Patrizio Bonafè (30)                                                   | Giannantonio Sperotto (5)          |

## Classifica finale
|        | Pos. | Squadra      | Pt | G  | V  | N  | P  | GF | GS | DR  |
| ------ | ---- | ------------ | -- | -- | -- | -- | -- | -- | -- | --- |
|        | 1.   | Juventus     | 43 | 30 | 18 | 7  | 5  | 49 | 19 | +30 |
|        | 2.   | Napoli       | 41 | 30 | 14 | 13 | 3  | 50 | 22 | +28 |
|        | 3.   | Roma         | 39 | 30 | 15 | 9  | 6  | 27 | 15 | +12 |
|        | 4.   | Lazio        | 37 | 30 | 14 | 9  | 7  | 34 | 28 | +6  |
|        | 5.   | Milan        | 36 | 30 | 12 | 12 | 6  | 37 | 22 | +15 |
|        | 6.   | Torino       | 35 | 30 | 11 | 13 | 6  | 40 | 30 | +10 |
|        | 7.   | Bologna      | 32 | 30 | 10 | 12 | 8  | 36 | 33 | +3  |
| [ 16 ] | 8.   | Fiorentina   | 31 | 30 | 9  | 13 | 8  | 31 | 27 | +4  |
|        | 9.   | Inter        | 30 | 30 | 10 | 10 | 10 | 26 | 26 | 0   |
|        | 10.  | Cagliari     | 26 | 30 | 6  | 14 | 10 | 22 | 30 | -8  |
|        | 11.  | Cesena       | 25 | 30 | 5  | 15 | 10 | 23 | 35 | -12 |
|        | 12.  | Ascoli       | 24 | 30 | 6  | 12 | 12 | 14 | 27 | -13 |
|        | 12.  | Sampdoria    | 24 | 30 | 4  | 16 | 10 | 21 | 35 | -14 |
|        | 14.  | L.R. Vicenza | 21 | 30 | 5  | 11 | 14 | 19 | 34 | -15 |
|        | 15.  | Ternana      | 19 | 30 | 4  | 11 | 15 | 19 | 42 | -23 |
|        | 16.  | Varese       | 17 | 30 | 3  | 11 | 16 | 19 | 42 | -23 |

Legenda:
      Campione d'Italia e qualificata in Coppa dei Campioni 1975-1976.
      Qualificata in Coppa delle Coppe 1975-1976.
      Qualificate in Coppa UEFA 1975-1976.
      Retrocesse in Serie B 1975-1976.
Regolamento:
Due punti a vittoria, uno a pareggio, zero a sconfitta.
In caso di parità di punti era in vigore il pari merito, eccetto per i posti salvezza-retrocessione e qualificazione-esclusione dalla Coppa UEFA (differenza reti) nonché per l'assegnazione dello scudetto (spareggio).

### Squadra campione
| Formazione tipo                                                                                      | Giocatori (presenze)      |
| --- | ------------------------- |
| Zoff Scirea Gentile Morini Cuccureddu Furino Capello Causio Damiani Anastasi Bettega                 | Dino Zoff (30)            |
| Zoff Scirea Gentile Morini Cuccureddu Furino Capello Causio Damiani Anastasi Bettega                 | Claudio Gentile (29)      |
| Zoff Scirea Gentile Morini Cuccureddu Furino Capello Causio Damiani Anastasi Bettega                 | Antonello Cuccureddu (27) |
| Zoff Scirea Gentile Morini Cuccureddu Furino Capello Causio Damiani Anastasi Bettega                 | Giuseppe Furino (28)      |
| Zoff Scirea Gentile Morini Cuccureddu Furino Capello Causio Damiani Anastasi Bettega                 | Francesco Morini (26)     |
| Zoff Scirea Gentile Morini Cuccureddu Furino Capello Causio Damiani Anastasi Bettega                 | Gaetano Scirea (28)       |
| Zoff Scirea Gentile Morini Cuccureddu Furino Capello Causio Damiani Anastasi Bettega                 | Oscar Damiani (27)        |
| Zoff Scirea Gentile Morini Cuccureddu Furino Capello Causio Damiani Anastasi Bettega                 | Franco Causio (28)        |
| Zoff Scirea Gentile Morini Cuccureddu Furino Capello Causio Damiani Anastasi Bettega                 | Pietro Anastasi (25)      |
| Zoff Scirea Gentile Morini Cuccureddu Furino Capello Causio Damiani Anastasi Bettega                 | Fabio Capello (28)        |
| Zoff Scirea Gentile Morini Cuccureddu Furino Capello Causio Damiani Anastasi Bettega                 | Roberto Bettega (27)      |
| Altri giocatori: José Altafini (20), Silvio Longobucco (9), Fernando Viola (9), Luciano Spinosi (7). |                           |

## Risultati

### Tabellone
|                   | Asc  | Bol  | Cag  | Ces  | Fio  | Int  | Juv  | LRV  | Laz  | Mil  | Nap  | Rom  | Sam  | Ter  | Tor  | Var  |
| ----------------- | ---- | ---- | ---- | ---- | ---- | ---- | ---- | ---- | ---- | ---- | ---- | ---- | ---- | ---- | ---- | ---- |
| Ascoli            | –––– | 1-3  | 0-0  | 0-0  | 0-1  | 0-0  | 0-0  | 1-0  | 1-0  | 1-1  | 1-1  | 0-0  | 1-0  | 1-0  | 1-1  | 2-0  |
| Bologna           | 1-1  | –––– | 2-0  | 3-2  | 1-0  | 2-1  | 2-1  | 1-1  | 1-2  | 0-0  | 1-0  | 1-0  | 2-2  | 1-1  | 1-3  | 1-1  |
| Cagliari          | 2-0  | 1-1  | –––– | 2-2  | 2-1  | 0-1  | 1-1  | 0-0  | 1-1  | 0-0  | 1-1  | 1-2  | 1-0  | 2-0  | 0-0  | 1-1  |
| Cesena            | 0-0  | 2-2  | 2-1  | –––– | 1-1  | 0-0  | 0-1  | 3-1  | 0-0  | 1-0  | 0-0  | 0-0  | 1-1  | 2-1  | 1-1  | 1-1  |
| Fiorentina        | 0-0  | 1-0  | 2-1  | 2-2  | –––– | 1-1  | 4-1  | 0-0  | 1-1  | 1-1  | 1-1  | 0-0  | 0-2  | 2-0  | 2-2  | 2-0  |
| Inter             | 0-1  | 1-1  | 4-1  | 0-1  | 1-0  | –––– | 0-1  | 0-0  | 3-1  | 0-0  | 0-0  | 0-2  | 0-0  | 1-0  | 1-0  | 1-0  |
| Juventus          | 4-0  | 0-0  | 1-0  | 1-0  | 0-0  | 1-0  | –––– | 5-0  | 4-0  | 2-1  | 2-1  | 1-0  | 1-1  | 2-0  | 0-0  | 3-0  |
| Lanerossi Vicenza | 1-0  | 0-1  | 0-0  | 2-0  | 0-1  | 1-3  | 1-2  | –––– | 1-2  | 2-0  | 2-2  | 0-2  | 1-1  | 1-0  | 1-0  | 1-1  |
| Lazio             | 1-0  | 1-0  | 1-0  | 2-1  | 1-0  | 1-2  | 1-0  | 1-0  | –––– | 3-0  | 1-1  | 0-1  | 3-0  | 0-0  | 1-5  | 2-0  |
| Milan             | 2-0  | 3-0  | 0-0  | 3-0  | 1-1  | 3-0  | 0-2  | 1-0  | 1-1  | –––– | 0-0  | 1-1  | 0-0  | 3-1  | 2-0  | 4-0  |
| Napoli            | 3-1  | 1-0  | 5-0  | 4-0  | 1-0  | 3-2  | 2-6  | 2-0  | 1-1  | 2-0  | –––– | 2-0  | 2-0  | 7-1  | 1-0  | 3-0  |
| Roma              | 1-0  | 2-1  | 1-1  | 2-0  | 1-0  | 1-0  | 1-0  | 1-0  | 1-0  | 0-1  | 0-0  | –––– | 1-0  | 4-2  | 0-1  | 1-0  |
| Sampdoria         | 0-0  | 1-0  | 0-0  | 0-0  | 3-4  | 1-1  | 1-3  | 1-1  | 0-2  | 2-4  | 1-1  | 0-0  | –––– | 1-0  | 0-0  | 1-0  |
| Ternana           | 1-0  | 0-0  | 0-2  | 1-0  | 0-1  | 0-0  | 0-2  | 0-0  | 1-1  | 1-3  | 0-0  | 2-2  | 1-1  | –––– | 2-1  | 2-0  |
| Torino            | 1-0  | 3-3  | 1-0  | 2-0  | 2-1  | 2-3  | 3-2  | 2-1  | 2-2  | 1-1  | 1-1  | 1-0  | 1-1  | 1-1  | –––– | 3-1  |
| Varese            | 3-1  | 1-4  | 0-1  | 1-1  | 1-1  | 2-0  | 0-0  | 1-1  | 0-1  | 0-1  | 0-2  | 0-0  | 4-0  | 1-1  | 0-0  | –––– |

### Calendario
| andata (1ª) | andata (1ª) | Prima giornata             | ritorno (16ª) | ritorno (16ª) |
|             |             |                            |               |               |
| 6 ott.      | 2-1         | Bologna-Juventus           | 0-0           | 2 feb.        |
| 6 ott.      | 0-0         | Cagliari-Lanerossi Vicenza | 0-0           | 2 feb.        |
| 6 ott.      | 2-1         | Lazio-Cesena               | 0-0           | 2 feb.        |
| 6 ott.      | 0-0         | Milan-Sampdoria            | 4-2           | 2 feb.        |
| 6 ott.      | 3-1         | Napoli-Ascoli              | 1-1           | 2 feb.        |
| 6 ott.      | 0-1         | Ternana-Fiorentina         | 0-2           | 2 feb.        |
| 6 ott.      | 1-0         | Torino-Roma                | 1-0           | 2 feb.        |
| 6 ott.      | 2-0         | Varese-Inter               | 0-1           | 2 feb.        |

| andata (3ª) | andata (3ª) | Terza giornata           | ritorno (18ª) | ritorno (18ª) |
|             |             |                          |               |               |
| 20 ott.     | 0-0         | Ascoli-Inter             | 1-0           | 16 feb.       |
| 20 ott.     | 1-0         | Bologna-Roma             | 1-2           | 16 feb.       |
| 20 ott.     | 3-0         | Lazio-Sampdoria          | 2-0           | 16 feb.       |
| 20 ott.     | 1-1         | Milan-Fiorentina         | 1-1           | 16 feb.       |
| 20 ott.     | 2-0         | Napoli-Lanerossi Vicenza | 2-2           | 16 feb.       |
| 20 ott.     | 0-2         | Ternana-Cagliari         | 0-2           | 16 feb.       |
| 20 ott.     | 2-0         | Torino-Cesena            | 1-1           | 16 feb.       |
| 20 ott.     | 0-0         | Varese-Juventus          | 0-3           | 16 feb.       |

| andata (5ª) | andata (5ª) | Quinta giornata         | ritorno (20ª) | ritorno (20ª) |
|             |             |                         |               |               |
| 3 nov.      | 0-0         | Ascoli-Cesena           | 0-0           | 2 mar.        |
| 3 nov.      | 2-0         | Bologna-Cagliari        | 1-1           | 2 mar.        |
| 3 nov.      | 1-1         | Fiorentina-Napoli       | 0-1           | 2 mar.        |
| 3 nov.      | 1-2         | Lazio-Inter             | 1-3           | 2 mar.        |
| 3 nov.      | 1-0         | Milan-Lanerossi Vicenza | 0-2           | 2 mar.        |
| 3 nov.      | 1-3         | Sampdoria-Juventus      | 1-1           | 2 mar.        |
| 3 nov.      | 1-1         | Torino-Ternana          | 1-2           | 2 mar.        |
| 3 nov.      | 0-0         | Varese-Roma             | 0-1           | 2 mar.        |

| andata (7ª) | andata (7ª) | Settima giornata          | ritorno (22ª) | ritorno (22ª) |
|             |             |                           |               |               |
| 24 nov.     | 1-3         | Bologna-Torino            | 3-3           | 16 mar.       |
| 24 nov.     | 0-0         | Cesena-Napoli             | 0-4           | 16 mar.       |
| 24 nov.     | 2-0         | Fiorentina-Varese         | 1-1           | 16 mar.       |
| 24 nov.     | 1-0         | Juventus-Roma             | 0-1           | 16 mar.       |
| 24 nov.     | 1-0         | Lanerossi Vicenza-Ternana | 0-0           | 16 mar.       |
| 24 nov.     | 1-0         | Lazio-Cagliari            | 1-1           | 16 mar.       |
| 24 nov.     | 2-0         | Milan-Ascoli              | 1-1           | 16 mar.       |
| 24 nov.     | 1-1         | Sampdoria-Inter           | 0-0           | 16 mar.       |

| andata (9ª) | andata (9ª) | Nona giornata                | ritorno (24ª) | ritorno (24ª) |
|             |             |                              |               |               |
| 8 dic.      | 1-2         | Cagliari-Roma                | 1-1           | 30 mar.       |
| 8 dic.      | 0-0         | Cesena-Inter                 | 1-0           | 30 mar.       |
| 8 dic.      | 0-0         | Fiorentina-Lanerossi Vicenza | 1-0           | 30 mar.       |
| 8 dic.      | 0-0         | Juventus-Torino              | 2-3           | 30 mar.       |
| 8 dic.      | 1-0         | Lazio-Bologna                | 2-1           | 30 mar.       |
| 8 dic.      | 0-0         | Milan-Napoli                 | 0-2           | 30 mar.       |
| 8 dic.      | 1-1         | Ternana-Sampdoria            | 0-1           | 30 mar.       |
| 8 dic.      | 3-1         | Varese-Ascoli                | 0-2           | 30 mar.       |

| andata (11ª) | andata (11ª) | Undicesima giornata      | ritorno (26ª) | ritorno (26ª) |
|              |              |                          |               |               |
| 22 dic.      | 1-0          | Ascoli-Lanerossi Vicenza | 0-1           | 13 apr.       |
| 22 dic.      | 1-1          | Fiorentina-Inter         | 0-1           | 13 apr.       |
| 22 dic.      | 1-0          | Juventus-Cagliari        | 1-1           | 13 apr.       |
| 22 dic.      | 3-0          | Milan-Bologna            | 0-0           | 13 apr.       |
| 22 dic.      | 2-0          | Roma-Cesena              | 0-0           | 13 apr.       |
| 22 dic.      | 0-0          | Sampdoria-Torino         | 1-1           | 13 apr.       |
| 22 dic.      | 0-0          | Ternana-Napoli           | 1-7           | 13 apr.       |
| 22 dic.      | 0-1          | Varese-Lazio             | 0-2           | 13 apr.       |

| andata (13ª) | andata (13ª) | Tredicesima giornata    | ritorno (28ª) | ritorno (28ª) |
|              |              |                         |               |               |
| 12 gen.      | 1-3          | Ascoli-Bologna          | 1-1           | 4 mag.        |
| 12 gen.      | 2-1          | Cesena-Cagliari         | 2-2           | 4 mag.        |
| 12 gen.      | 1-1          | Fiorentina-Lazio        | 0-1           | 4 mag.        |
| 12 gen.      | 2-0          | Juventus-Ternana        | 2-0           | 4 mag.        |
| 12 gen.      | 1-3          | Lanerossi Vicenza-Inter | 0-0           | 4 mag.        |
| 12 gen.      | 4-0          | Milan-Varese            | 1-0           | 4 mag.        |
| 11 gen.      | 1-0          | Napoli-Torino           | 1-1           | 4 mag.        |
| 12 gen.      | 1-0          | Roma-Sampdoria          | 0-0           | 4 mag.        |

| andata (15ª) | andata (15ª) | Quindicesima giornata      | ritorno (30ª) | ritorno (30ª) |
|              |              |                            |               |               |
| 26 gen.      | 1-0          | Ascoli-Lazio               | 0-1           | 18 mag.       |
| 26 gen.      | 2-2          | Cesena-Bologna             | 2-3           | 18 mag.       |
| 26 gen.      | 0-2          | Fiorentina-Sampdoria       | 4-3           | 18 mag.       |
| 26 gen.      | 1-2          | Lanerossi Vicenza-Juventus | 0-5           | 18 mag.       |
| 26 gen.      | 3-1          | Milan-Ternana              | 3-1           | 18 mag.       |
| 25 gen.      | 3-0          | Napoli-Varese              | 2-0           | 18 mag.       |
| 26 gen.      | 1-0          | Roma-Inter                 | 2-0           | 18 mag.       |
| 26 gen.      | 1-0          | Torino-Cagliari            | 0-0           | 18 mag.       |

| andata (2ª) | andata (2ª) | Seconda giornata        | ritorno (17ª) | ritorno (17ª) |
|             |             |                         |               |               |
| 13 ott.     | 1-1         | Ascoli-Torino           | 0-1           | 9 feb.        |
| 13 ott.     | 2-1         | Cesena-Ternana          | 0-1           | 9 feb.        |
| 13 ott.     | 1-0         | Fiorentina-Bologna      | 0-1           | 9 feb.        |
| 13 ott.     | 4-1         | Inter-Cagliari          | 1-0           | 9 feb.        |
| 13 ott.     | 2-1         | Juventus-Milan          | 2-0           | a tav.        |
| 13 ott.     | 1-2         | Lanerossi Vicenza-Lazio | 0-1           | 9 feb.        |
| 13 ott.     | 0-0         | Roma-Napoli             | 0-2           | 9 feb.        |
| 13 ott.     | 1-0         | Sampdoria-Varese        | 0-4           | 9 feb.        |

| andata (4ª) | andata (4ª) | Quarta giornata          | ritorno (19ª) | ritorno (19ª) |
|             |             |                          |               |               |
| 27 ott.     | 1-1         | Cagliari-Varese          | 1-0           | 23 feb.       |
| 27 ott.     | 1-1         | Cesena-Fiorentina        | 2-2           | 23 feb.       |
| 27 ott.     | 1-1         | Inter-Bologna            | 1-2           | 23 feb.       |
| 27 ott.     | 4-0         | Juventus-Ascoli          | 0-0           | 23 feb.       |
| 27 ott.     | 1-0         | Lanerossi Vicenza-Torino | 1-2           | 23 feb.       |
| 27 ott.     | 0-1         | Roma-Milan               | 1-1           | 23 feb.       |
| 27 ott.     | 1-1         | Sampdoria-Napoli         | 0-2           | 23 feb.       |
| 27 ott.     | 1-1         | Ternana-Lazio            | 0-0           | 23 feb.       |

| andata (6ª) | andata (6ª) | Sesta giornata            | ritorno (21ª) | ritorno (21ª) |
|             |             |                           |               |               |
| 10 nov.     | 1-0         | Cagliari-Sampdoria        | 0-0           | 9 mar.        |
| 10 nov.     | 0-1         | Cesena-Juventus           | 0-1           | 9 mar.        |
| 10 nov.     | 0-0         | Inter-Milan               | 0-3           | 9 mar.        |
| 10 nov.     | 0-1         | Lanerossi Vicenza-Bologna | 1-1           | 9 mar.        |
| 10 nov.     | 1-1         | Napoli-Lazio              | 1-1           | 9 mar.        |
| 10 nov.     | 1-0         | Roma-Ascoli               | 0-0           | 9 mar.        |
| 10 nov.     | 2-0         | Ternana-Varese            | 1-1           | 9 mar.        |
| 10 nov.     | 2-1         | Torino-Fiorentina         | 2-2           | 9 mar.        |

| andata (8ª) | andata (8ª) | Ottava giornata             | ritorno (23ª) | ritorno (23ª) |
|             |             |                             |               |               |
| 1º dic.     | 0-1         | Ascoli-Fiorentina           | 0-0           | 23 mar.       |
| 1º dic.     | 1-1         | Bologna-Ternana             | 0-0           | 23 mar.       |
| 1º dic.     | 0-1         | Inter-Juventus              | 0-1           | 23 mar.       |
| 1º dic.     | 5-0         | Napoli-Cagliari             | 1-1           | 23 mar.       |
| 1º dic.     | 1-0         | Roma-Lazio                  | 1-0           | 23 mar.       |
| 1º dic.     | 1-1         | Sampdoria-Lanerossi Vicenza | 1-1           | 23 mar.       |
| 1º dic.     | 1-1         | Torino-Milan                | 0-2           | 23 mar.       |
| 1º dic.     | 1-1         | Varese-Cesena               | 1-1           | 23 mar.       |

| andata (10ª) | andata (10ª) | Decima giornata          | ritorno (25ª) | ritorno (25ª) |
|              |              |                          |               |               |
| 15 dic.      | 1-0          | Ascoli-Sampdoria         | 0-0           | 6 apr.        |
| 15 dic.      | 1-1          | Bologna-Varese           | 4-1           | 6 apr.        |
| 15 dic.      | 0-0          | Cagliari-Milan           | 0-0           | 6 apr.        |
| 15 dic.      | 1-0          | Inter-Ternana            | 0-0           | 6 apr.        |
| 15 dic.      | 2-0          | Lanerossi Vicenza-Cesena | 1-3           | 6 apr.        |
| 15 dic.      | 2-6          | Napoli-Juventus          | 1-2           | 6 apr.        |
| 15 dic.      | 1-0          | Roma-Fiorentina          | 0-0           | 6 apr.        |
| 15 dic.      | 2-2          | Torino-Lazio             | 5-1           | 6 apr.        |

| andata (12ª) | andata (12ª) | Dodicesima giornata    | ritorno (27ª) | ritorno (27ª) |
|              |              |                        |               |               |
| 5 gen.       | 2-2          | Bologna-Sampdoria      | 0-1           | 27 apr.       |
| 5 gen.       | 2-1          | Cagliari-Fiorentina    | 1-2           | 27 apr.       |
| 5 gen.       | 1-0          | Cesena-Milan           | 0-3           | 27 apr.       |
| 5 gen.       | 0-0          | Inter-Napoli           | 2-3           | 27 apr.       |
| 5 gen.       | 0-2          | Lanerossi Vicenza-Roma | 0-1           | 27 apr.       |
| 5 gen.       | 1-0          | Lazio-Juventus         | 0-4           | 27 apr.       |
| 5 gen.       | 1-0          | Ternana-Ascoli         | 0-1           | 27 apr.       |
| 5 gen.       | 3-1          | Torino-Varese          | 0-0           | 27 apr.       |

| andata (14ª) | andata (14ª) | Quattordicesima giornata | ritorno (29ª) | ritorno (29ª) |
|              |              |                          |               |               |
| 19 gen.      | 1-0          | Bologna-Napoli           | 0-1           | 11 mag.       |
| 19 gen.      | 2-0          | Cagliari-Ascoli          | 0-0           | 11 mag.       |
| 19 gen.      | 1-0          | Inter-Torino             | 3-2           | 11 mag.       |
| 19 gen.      | 0-0          | Juventus-Fiorentina      | 1-4           | 11 mag.       |
| 19 gen.      | 3-0          | Lazio-Milan              | 1-1           | 11 mag.       |
| 19 gen.      | 0-0          | Sampdoria-Cesena         | 1-1           | 11 mag.       |
| 19 gen.      | 2-2          | Ternana-Roma             | 2-4           | 11 mag.       |
| 19 gen.      | 1-1          | Varese-Lanerossi Vicenza | 1-1           | 11 mag.       |

| andata (1ª) | andata (1ª) | Prima giornata             | ritorno (16ª) | ritorno (16ª) |
|             |             |                            |               |               |
| 6 ott.      | 2-1         | Bologna-Juventus           | 0-0           | 2 feb.        |
| 6 ott.      | 0-0         | Cagliari-Lanerossi Vicenza | 0-0           | 2 feb.        |
| 6 ott.      | 2-1         | Lazio-Cesena               | 0-0           | 2 feb.        |
| 6 ott.      | 0-0         | Milan-Sampdoria            | 4-2           | 2 feb.        |
| 6 ott.      | 3-1         | Napoli-Ascoli              | 1-1           | 2 feb.        |
| 6 ott.      | 0-1         | Ternana-Fiorentina         | 0-2           | 2 feb.        |
| 6 ott.      | 1-0         | Torino-Roma                | 1-0           | 2 feb.        |
| 6 ott.      | 2-0         | Varese-Inter               | 0-1           | 2 feb.        |

| andata (3ª) | andata (3ª) | Terza giornata           | ritorno (18ª) | ritorno (18ª) |
|             |             |                          |               |               |
| 20 ott.     | 0-0         | Ascoli-Inter             | 1-0           | 16 feb.       |
| 20 ott.     | 1-0         | Bologna-Roma             | 1-2           | 16 feb.       |
| 20 ott.     | 3-0         | Lazio-Sampdoria          | 2-0           | 16 feb.       |
| 20 ott.     | 1-1         | Milan-Fiorentina         | 1-1           | 16 feb.       |
| 20 ott.     | 2-0         | Napoli-Lanerossi Vicenza | 2-2           | 16 feb.       |
| 20 ott.     | 0-2         | Ternana-Cagliari         | 0-2           | 16 feb.       |
| 20 ott.     | 2-0         | Torino-Cesena            | 1-1           | 16 feb.       |
| 20 ott.     | 0-0         | Varese-Juventus          | 0-3           | 16 feb.       |

| andata (5ª) | andata (5ª) | Quinta giornata         | ritorno (20ª) | ritorno (20ª) |
|             |             |                         |               |               |
| 3 nov.      | 0-0         | Ascoli-Cesena           | 0-0           | 2 mar.        |
| 3 nov.      | 2-0         | Bologna-Cagliari        | 1-1           | 2 mar.        |
| 3 nov.      | 1-1         | Fiorentina-Napoli       | 0-1           | 2 mar.        |
| 3 nov.      | 1-2         | Lazio-Inter             | 1-3           | 2 mar.        |
| 3 nov.      | 1-0         | Milan-Lanerossi Vicenza | 0-2           | 2 mar.        |
| 3 nov.      | 1-3         | Sampdoria-Juventus      | 1-1           | 2 mar.        |
| 3 nov.      | 1-1         | Torino-Ternana          | 1-2           | 2 mar.        |
| 3 nov.      | 0-0         | Varese-Roma             | 0-1           | 2 mar.        |

| andata (7ª) | andata (7ª) | Settima giornata          | ritorno (22ª) | ritorno (22ª) |
|             |             |                           |               |               |
| 24 nov.     | 1-3         | Bologna-Torino            | 3-3           | 16 mar.       |
| 24 nov.     | 0-0         | Cesena-Napoli             | 0-4           | 16 mar.       |
| 24 nov.     | 2-0         | Fiorentina-Varese         | 1-1           | 16 mar.       |
| 24 nov.     | 1-0         | Juventus-Roma             | 0-1           | 16 mar.       |
| 24 nov.     | 1-0         | Lanerossi Vicenza-Ternana | 0-0           | 16 mar.       |
| 24 nov.     | 1-0         | Lazio-Cagliari            | 1-1           | 16 mar.       |
| 24 nov.     | 2-0         | Milan-Ascoli              | 1-1           | 16 mar.       |
| 24 nov.     | 1-1         | Sampdoria-Inter           | 0-0           | 16 mar.       |

| andata (9ª) | andata (9ª) | Nona giornata                | ritorno (24ª) | ritorno (24ª) |
|             |             |                              |               |               |
| 8 dic.      | 1-2         | Cagliari-Roma                | 1-1           | 30 mar.       |
| 8 dic.      | 0-0         | Cesena-Inter                 | 1-0           | 30 mar.       |
| 8 dic.      | 0-0         | Fiorentina-Lanerossi Vicenza | 1-0           | 30 mar.       |
| 8 dic.      | 0-0         | Juventus-Torino              | 2-3           | 30 mar.       |
| 8 dic.      | 1-0         | Lazio-Bologna                | 2-1           | 30 mar.       |
| 8 dic.      | 0-0         | Milan-Napoli                 | 0-2           | 30 mar.       |
| 8 dic.      | 1-1         | Ternana-Sampdoria            | 0-1           | 30 mar.       |
| 8 dic.      | 3-1         | Varese-Ascoli                | 0-2           | 30 mar.       |

| andata (11ª) | andata (11ª) | Undicesima giornata      | ritorno (26ª) | ritorno (26ª) |
|              |              |                          |               |               |
| 22 dic.      | 1-0          | Ascoli-Lanerossi Vicenza | 0-1           | 13 apr.       |
| 22 dic.      | 1-1          | Fiorentina-Inter         | 0-1           | 13 apr.       |
| 22 dic.      | 1-0          | Juventus-Cagliari        | 1-1           | 13 apr.       |
| 22 dic.      | 3-0          | Milan-Bologna            | 0-0           | 13 apr.       |
| 22 dic.      | 2-0          | Roma-Cesena              | 0-0           | 13 apr.       |
| 22 dic.      | 0-0          | Sampdoria-Torino         | 1-1           | 13 apr.       |
| 22 dic.      | 0-0          | Ternana-Napoli           | 1-7           | 13 apr.       |
| 22 dic.      | 0-1          | Varese-Lazio             | 0-2           | 13 apr.       |

| andata (13ª) | andata (13ª) | Tredicesima giornata    | ritorno (28ª) | ritorno (28ª) |
|              |              |                         |               |               |
| 12 gen.      | 1-3          | Ascoli-Bologna          | 1-1           | 4 mag.        |
| 12 gen.      | 2-1          | Cesena-Cagliari         | 2-2           | 4 mag.        |
| 12 gen.      | 1-1          | Fiorentina-Lazio        | 0-1           | 4 mag.        |
| 12 gen.      | 2-0          | Juventus-Ternana        | 2-0           | 4 mag.        |
| 12 gen.      | 1-3          | Lanerossi Vicenza-Inter | 0-0           | 4 mag.        |
| 12 gen.      | 4-0          | Milan-Varese            | 1-0           | 4 mag.        |
| 11 gen.      | 1-0          | Napoli-Torino           | 1-1           | 4 mag.        |
| 12 gen.      | 1-0          | Roma-Sampdoria          | 0-0           | 4 mag.        |

| andata (15ª) | andata (15ª) | Quindicesima giornata      | ritorno (30ª) | ritorno (30ª) |
|              |              |                            |               |               |
| 26 gen.      | 1-0          | Ascoli-Lazio               | 0-1           | 18 mag.       |
| 26 gen.      | 2-2          | Cesena-Bologna             | 2-3           | 18 mag.       |
| 26 gen.      | 0-2          | Fiorentina-Sampdoria       | 4-3           | 18 mag.       |
| 26 gen.      | 1-2          | Lanerossi Vicenza-Juventus | 0-5           | 18 mag.       |
| 26 gen.      | 3-1          | Milan-Ternana              | 3-1           | 18 mag.       |
| 25 gen.      | 3-0          | Napoli-Varese              | 2-0           | 18 mag.       |
| 26 gen.      | 1-0          | Roma-Inter                 | 2-0           | 18 mag.       |
| 26 gen.      | 1-0          | Torino-Cagliari            | 0-0           | 18 mag.       |

| andata (2ª) | andata (2ª) | Seconda giornata        | ritorno (17ª) | ritorno (17ª) |
|             |             |                         |               |               |
| 13 ott.     | 1-1         | Ascoli-Torino           | 0-1           | 9 feb.        |
| 13 ott.     | 2-1         | Cesena-Ternana          | 0-1           | 9 feb.        |
| 13 ott.     | 1-0         | Fiorentina-Bologna      | 0-1           | 9 feb.        |
| 13 ott.     | 4-1         | Inter-Cagliari          | 1-0           | 9 feb.        |
| 13 ott.     | 2-1         | Juventus-Milan          | 2-0           | a tav.        |
| 13 ott.     | 1-2         | Lanerossi Vicenza-Lazio | 0-1           | 9 feb.        |
| 13 ott.     | 0-0         | Roma-Napoli             | 0-2           | 9 feb.        |
| 13 ott.     | 1-0         | Sampdoria-Varese        | 0-4           | 9 feb.        |

| andata (4ª) | andata (4ª) | Quarta giornata          | ritorno (19ª) | ritorno (19ª) |
|             |             |                          |               |               |
| 27 ott.     | 1-1         | Cagliari-Varese          | 1-0           | 23 feb.       |
| 27 ott.     | 1-1         | Cesena-Fiorentina        | 2-2           | 23 feb.       |
| 27 ott.     | 1-1         | Inter-Bologna            | 1-2           | 23 feb.       |
| 27 ott.     | 4-0         | Juventus-Ascoli          | 0-0           | 23 feb.       |
| 27 ott.     | 1-0         | Lanerossi Vicenza-Torino | 1-2           | 23 feb.       |
| 27 ott.     | 0-1         | Roma-Milan               | 1-1           | 23 feb.       |
| 27 ott.     | 1-1         | Sampdoria-Napoli         | 0-2           | 23 feb.       |
| 27 ott.     | 1-1         | Ternana-Lazio            | 0-0           | 23 feb.       |

| andata (6ª) | andata (6ª) | Sesta giornata            | ritorno (21ª) | ritorno (21ª) |
|             |             |                           |               |               |
| 10 nov.     | 1-0         | Cagliari-Sampdoria        | 0-0           | 9 mar.        |
| 10 nov.     | 0-1         | Cesena-Juventus           | 0-1           | 9 mar.        |
| 10 nov.     | 0-0         | Inter-Milan               | 0-3           | 9 mar.        |
| 10 nov.     | 0-1         | Lanerossi Vicenza-Bologna | 1-1           | 9 mar.        |
| 10 nov.     | 1-1         | Napoli-Lazio              | 1-1           | 9 mar.        |
| 10 nov.     | 1-0         | Roma-Ascoli               | 0-0           | 9 mar.        |
| 10 nov.     | 2-0         | Ternana-Varese            | 1-1           | 9 mar.        |
| 10 nov.     | 2-1         | Torino-Fiorentina         | 2-2           | 9 mar.        |

| andata (8ª) | andata (8ª) | Ottava giornata             | ritorno (23ª) | ritorno (23ª) |
|             |             |                             |               |               |
| 1º dic.     | 0-1         | Ascoli-Fiorentina           | 0-0           | 23 mar.       |
| 1º dic.     | 1-1         | Bologna-Ternana             | 0-0           | 23 mar.       |
| 1º dic.     | 0-1         | Inter-Juventus              | 0-1           | 23 mar.       |
| 1º dic.     | 5-0         | Napoli-Cagliari             | 1-1           | 23 mar.       |
| 1º dic.     | 1-0         | Roma-Lazio                  | 1-0           | 23 mar.       |
| 1º dic.     | 1-1         | Sampdoria-Lanerossi Vicenza | 1-1           | 23 mar.       |
| 1º dic.     | 1-1         | Torino-Milan                | 0-2           | 23 mar.       |
| 1º dic.     | 1-1         | Varese-Cesena               | 1-1           | 23 mar.       |

| andata (10ª) | andata (10ª) | Decima giornata          | ritorno (25ª) | ritorno (25ª) |
|              |              |                          |               |               |
| 15 dic.      | 1-0          | Ascoli-Sampdoria         | 0-0           | 6 apr.        |
| 15 dic.      | 1-1          | Bologna-Varese           | 4-1           | 6 apr.        |
| 15 dic.      | 0-0          | Cagliari-Milan           | 0-0           | 6 apr.        |
| 15 dic.      | 1-0          | Inter-Ternana            | 0-0           | 6 apr.        |
| 15 dic.      | 2-0          | Lanerossi Vicenza-Cesena | 1-3           | 6 apr.        |
| 15 dic.      | 2-6          | Napoli-Juventus          | 1-2           | 6 apr.        |
| 15 dic.      | 1-0          | Roma-Fiorentina          | 0-0           | 6 apr.        |
| 15 dic.      | 2-2          | Torino-Lazio             | 5-1           | 6 apr.        |

| andata (12ª) | andata (12ª) | Dodicesima giornata    | ritorno (27ª) | ritorno (27ª) |
|              |              |                        |               |               |
| 5 gen.       | 2-2          | Bologna-Sampdoria      | 0-1           | 27 apr.       |
| 5 gen.       | 2-1          | Cagliari-Fiorentina    | 1-2           | 27 apr.       |
| 5 gen.       | 1-0          | Cesena-Milan           | 0-3           | 27 apr.       |
| 5 gen.       | 0-0          | Inter-Napoli           | 2-3           | 27 apr.       |
| 5 gen.       | 0-2          | Lanerossi Vicenza-Roma | 0-1           | 27 apr.       |
| 5 gen.       | 1-0          | Lazio-Juventus         | 0-4           | 27 apr.       |
| 5 gen.       | 1-0          | Ternana-Ascoli         | 0-1           | 27 apr.       |
| 5 gen.       | 3-1          | Torino-Varese          | 0-0           | 27 apr.       |

| andata (14ª) | andata (14ª) | Quattordicesima giornata | ritorno (29ª) | ritorno (29ª) |
|              |              |                          |               |               |
| 19 gen.      | 1-0          | Bologna-Napoli           | 0-1           | 11 mag.       |
| 19 gen.      | 2-0          | Cagliari-Ascoli          | 0-0           | 11 mag.       |
| 19 gen.      | 1-0          | Inter-Torino             | 3-2           | 11 mag.       |
| 19 gen.      | 0-0          | Juventus-Fiorentina      | 1-4           | 11 mag.       |
| 19 gen.      | 3-0          | Lazio-Milan              | 1-1           | 11 mag.       |
| 19 gen.      | 0-0          | Sampdoria-Cesena         | 1-1           | 11 mag.       |
| 19 gen.      | 2-2          | Ternana-Roma             | 2-4           | 11 mag.       |
| 19 gen.      | 1-1          | Varese-Lanerossi Vicenza | 1-1           | 11 mag.       |

## Statistiche

### Squadra

#### Capoliste solitarie
|    | —— | ——    | ——    | —— | —— | ——       | ——       | ——       | ——       | ——       | ——       | ——       | ——       | ——       | ——       | ——       | ——       | ——       | ——       | ——       | ——       | ——       | ——       | ——       | ——       | ——       | ——       | ——       | ——       | —— |  |
|    |    | Lazio | Lazio |    |    | Juventus | Juventus | Juventus | Juventus | Juventus | Juventus | Juventus | Juventus | Juventus | Juventus | Juventus | Juventus | Juventus | Juventus | Juventus | Juventus | Juventus | Juventus | Juventus | Juventus | Juventus | Juventus | Juventus | Juventus |    |  |
|    |    |       |       |    |    |          |          |          |          |          |          |          |          |          |          |          |          |          |          |          |          |          |          |          |          |          |          |          |          |    |  |
|    |    |       |       |    |    |          |          |          |          |          |          |          |          |          |          |          |          |          |          |          |          |          |          |          |          |          |          |          |          |    |  |
| 1ª | 2ª | 3ª    | 4ª    | 5ª | 6ª | 7ª       | 8ª       | 9ª       | 10ª      | 11ª      | 12ª      | 13ª      | 14ª      | 15ª      | 16ª      | 17ª      | 18ª      | 19ª      | 20ª      | 21ª      | 22ª      | 23ª      | 24ª      | 25ª      | 26ª      | 27ª      | 28ª      | 29ª      | 30ª      |    |  |

#### Classifica in divenire
| [ 18 ]            | 1ª | 2ª | 3ª | 4ª | 5ª | 6ª | 7ª | 8ª | 9ª | 10ª | 11ª | 12ª | 13ª | 14ª | 15ª | 16ª | 17ª | 18ª | 19ª | 20ª | 21ª | 22ª | 23ª | 24ª | 25ª | 26ª | 27ª | 28ª | 29ª | 30ª |
| [ 18 ]            |    |    |    |    |    |    |    |    |    |     |     |     |     |     |     |     |     |     |     |     |     |     |     |     |     |     |     |     |     |     |
| ----------------- | -- | -- | -- | -- | -- | -- | -- | -- | -- | --- | --- | --- | --- | --- | --- | --- | --- | --- | --- | --- | --- | --- | --- | --- | --- | --- | --- | --- | --- | --- |
| Ascoli            | 0  | 1  | 2  | 2  | 3  | 3  | 3  | 3  | 3  | 5   | 7   | 7   | 7   | 7   | 9   | 10  | 10  | 12  | 13  | 14  | 15  | 16  | 17  | 19  | 20  | 20  | 22  | 23  | 24  | 24  |
| Bologna           | 2  | 2  | 4  | 5  | 7  | 9  | 9  | 10 | 10 | 11  | 11  | 12  | 14  | 16  | 17  | 18  | 20  | 20  | 22  | 23  | 24  | 25  | 26  | 26  | 28  | 29  | 29  | 30  | 30  | 32  |
| Cagliari          | 1  | 1  | 3  | 4  | 4  | 6  | 6  | 6  | 6  | 7   | 7   | 9   | 9   | 11  | 11  | 12  | 12  | 14  | 16  | 17  | 18  | 19  | 20  | 21  | 22  | 23  | 23  | 24  | 25  | 26  |
| Cesena            | 0  | 2  | 2  | 3  | 4  | 4  | 5  | 6  | 7  | 7   | 7   | 9   | 11  | 12  | 13  | 14  | 14  | 15  | 16  | 17  | 17  | 17  | 18  | 20  | 22  | 23  | 23  | 24  | 25  | 25  |
| Fiorentina        | 2  | 4  | 5  | 6  | 7  | 7  | 9  | 11 | 12 | 12  | 13  | 13  | 14  | 15  | 15  | 17  | 17  | 18  | 19  | 19  | 20  | 21  | 22  | 24  | 25  | 25  | 27  | 27  | 29  | 31  |
| Inter             | 0  | 2  | 3  | 4  | 6  | 7  | 8  | 8  | 9  | 11  | 12  | 13  | 15  | 17  | 17  | 19  | 21  | 21  | 21  | 23  | 23  | 24  | 24  | 24  | 25  | 27  | 27  | 28  | 30  | 30  |
| Juventus          | 0  | 2  | 3  | 5  | 7  | 9  | 11 | 13 | 14 | 16  | 18  | 18  | 20  | 21  | 23  | 24  | 26  | 28  | 29  | 30  | 32  | 32  | 34  | 34  | 36  | 37  | 39  | 41  | 41  | 43  |
| Lanerossi Vicenza | 1  | 1  | 1  | 3  | 3  | 3  | 5  | 6  | 7  | 9   | 9   | 9   | 9   | 10  | 10  | 11  | 11  | 12  | 12  | 14  | 15  | 16  | 17  | 17  | 17  | 19  | 19  | 20  | 21  | 21  |
| Lazio             | 2  | 4  | 6  | 7  | 7  | 8  | 10 | 10 | 12 | 13  | 15  | 17  | 18  | 20  | 20  | 21  | 23  | 25  | 26  | 26  | 27  | 28  | 28  | 30  | 30  | 32  | 32  | 34  | 35  | 37  |
| Milan             | 1  | 1  | 2  | 4  | 6  | 7  | 9  | 10 | 11 | 12  | 14  | 14  | 16  | 16  | 18  | 20  | 20  | 21  | 22  | 22  | 24  | 25  | 27  | 27  | 28  | 29  | 31  | 33  | 34  | 36  |
| Napoli            | 2  | 3  | 5  | 6  | 7  | 8  | 9  | 11 | 12 | 12  | 13  | 14  | 16  | 16  | 18  | 19  | 21  | 22  | 24  | 26  | 27  | 29  | 30  | 32  | 32  | 34  | 36  | 37  | 39  | 41  |
| Roma              | 0  | 1  | 1  | 1  | 2  | 4  | 4  | 6  | 8  | 10  | 12  | 14  | 16  | 17  | 19  | 19  | 19  | 21  | 22  | 24  | 25  | 27  | 29  | 30  | 31  | 32  | 34  | 35  | 37  | 39  |
| Sampdoria         | 1  | 3  | 3  | 4  | 4  | 4  | 5  | 6  | 7  | 7   | 8   | 9   | 9   | 10  | 12  | 12  | 12  | 12  | 12  | 13  | 14  | 15  | 16  | 18  | 19  | 20  | 22  | 23  | 24  | 24  |
| Ternana           | 0  | 0  | 0  | 1  | 2  | 4  | 4  | 5  | 6  | 6   | 7   | 9   | 9   | 10  | 10  | 10  | 12  | 12  | 13  | 15  | 16  | 17  | 18  | 18  | 19  | 19  | 19  | 19  | 19  | 19  |
| Torino            | 2  | 3  | 5  | 5  | 6  | 8  | 10 | 11 | 12 | 13  | 14  | 16  | 16  | 16  | 18  | 20  | 22  | 23  | 25  | 25  | 26  | 27  | 27  | 29  | 31  | 32  | 33  | 34  | 34  | 35  |
| Varese            | 2  | 2  | 3  | 4  | 5  | 5  | 5  | 6  | 8  | 9   | 9   | 9   | 9   | 10  | 10  | 10  | 12  | 12  | 12  | 12  | 13  | 14  | 15  | 15  | 15  | 15  | 16  | 16  | 17  | 17  |

#### Classifiche di rendimento

##### Rendimento andata-ritorno
| Andata            | Andata | Ritorno           | Ritorno |
|                   |        |                   |         |
| Juventus          | 23     | Napoli            | 23      |
| Lazio             | 20     | Juventus          | 20      |
| Roma              | 19     | Roma              | 20      |
| Milan             | 18     | Milan             | 18      |
| Napoli            | 18     | Lazio             | 17      |
| Torino            | 18     | Torino            | 17      |
| Bologna           | 17     | Fiorentina        | 16      |
| Inter             | 17     | Ascoli            | 15      |
| Fiorentina        | 15     | Bologna           | 15      |
| Cesena            | 13     | Cagliari          | 15      |
| Sampdoria         | 12     | Inter             | 13      |
| Cagliari          | 11     | Cesena            | 12      |
| Lanerossi Vicenza | 10     | Sampdoria         | 12      |
| Ternana           | 10     | Lanerossi Vicenza | 11      |
| Varese            | 10     | Ternana           | 9       |
| Ascoli            | 9      | Varese            | 7       |

##### Rendimento casa-trasferta
| Casa              | Casa | Trasferta         | Trasferta |
|                   |      |                   |           |
| Napoli            | 27   | Juventus          | 17        |
| Juventus          | 26   | Lazio             | 15        |
| Roma              | 24   | Roma              | 15        |
| Lazio             | 22   | Milan             | 14        |
| Milan             | 22   | Napoli            | 14        |
| Torino            | 22   | Inter             | 13        |
| Bologna           | 20   | Torino            | 13        |
| Fiorentina        | 19   | Bologna           | 12        |
| Ascoli            | 18   | Fiorentina        | 12        |
| Cesena            | 18   | Sampdoria         | 10        |
| Cagliari          | 17   | Cagliari          | 9         |
| Inter             | 17   | Cesena            | 7         |
| Ternana           | 15   | Lanerossi Vicenza | 7         |
| Lanerossi Vicenza | 14   | Ascoli            | 6         |
| Sampdoria         | 14   | Ternana           | 4         |
| Varese            | 13   | Varese            | 4         |

#### Primati stagionali
- Maggior numero di vittorie: Juventus (18)
- Minor numero di sconfitte: Napoli (3)
- Miglior attacco: Napoli (50 reti fatte)
- Miglior difesa: Roma (15 reti subite)
- Miglior differenza reti: Juventus (+30)
- Maggior numero di pareggi: Cesena (15)
- Minor numero di vittorie: Varese (3)
- Maggior numero di sconfitte: Varese (16)
- Peggiore attacco: Ascoli (14 reti fatte)
- Peggior difesa: Ternana e Varese (42 reti subite)
- Peggior differenza reti: Ternana e Varese (-23)

### Individuali

#### Classifica marcatori
Nel corso del campionato furono segnati complessivamente 467 gol, 28 dei quali su autorete, 45 su calcio di rigore e 2 (quelli di Milan-Juventus, terminata 1-2 sul campo) assegnati per giudizio sportivo da 130 diversi giocatori, per una media di 1,94 gol a partita. Di seguito, la classifica dei marcatori.
| Gol | Rigori |  | Giocatore          | Squadra  |
| --- | ------ |  | ------------------ | -------- |
| 18  | 3      |  | Paolo Pulici       | Torino   |
| 15  | 4      |  | Giuseppe Savoldi   | Bologna  |
| 14  | 4      |  | Giorgio Chinaglia  | Lazio    |
| 14  | 3      |  | Sergio Clerici     | Napoli   |
| 14  | 1      |  | Pierino Prati      | Roma     |
| 12  |        |  | Giorgio Braglia    | Napoli   |
| 12  |        |  | Francesco Graziani | Torino   |
| 11  | 2      |  | Egidio Calloni     | Milan    |
| 10  |        |  | Sergio Gori        | Cagliari |
| 9   |        |  | Pietro Anastasi    | Juventus |
| 9   | 2      |  | Roberto Boninsegna | Inter    |
| 9   | 5      |  | Oscar Damiani      | Juventus |
| 9   |        |  | Giuseppe Massa     | Napoli   |
| 8   |        |  | José Altafini      | Juventus |

### Media spettatori
Media spettatori della Serie A 1974-75: 31 257.
| Club       | Pos. | Media  |
| ---------- | ---- | ------ |
| Napoli     | 1    | 67.678 |
| Roma       | 2    | 53.935 |
| Lazio      | 3    | 44.846 |
| Milan      | 4    | 44.796 |
| Juventus   | 5    | 41.820 |
| Inter      | 6    | 36.283 |
| Fiorentina | 7    | 31.280 |
| Torino     | 8    | 30.311 |
| Bologna    | 9    | 28.673 |
| Cagliari   | 10   | 21.289 |
| Ascoli     | 11   | 18.895 |
| Sampdoria  | 12   | 18.724 |
| Ternana    | 13   | 18.530 |
| Cesena     | 14   | 17.144 |
| Vicenza    | 15   | 15.470 |
| Varese     | 16   | 10.451 |